# Richard Hell
Richard Hell (nome de nascimento: Richard Meyers) é um cantor, escritor e compositor norte-americano. Foi baixista da banda pré-punk Television entre 1973 e 1975.
Hell é frequentemente considerado o primeiro artista a exibir uma postura realmente punk, que seria imitada e usada como inspiração até hoje. Nasceu em 2 de outubro de 1949 no Kentucky, Estados Unidos.

## História
Richard Hell gostava de ser original, de inovar-se visualmente. Criou parte da estéica e indumentária punk usando cabelos espetados, roupas rasgadas e com rebites. Conviveu com Malcolm McLaren (produtor musical de New York Dolls, Sex Pistols e outras bandas punks), Malcolm passou sua experiência de "moda punk" juntando o visual de New York Dolls e Richard Hell nos Sex Pistols. (Os punks em particular, evitam referir "moda" como terminologia à sua estética, uma vez que o movimento, como vanguarda cultural, se propunha a ser uma antimoda, ou subversão aos padrões estéticos em vigor no Ocidente, mas isto não impediu que figuras como Malcom McClaren e Vivienne Westwood fizessem uso comercial do movimento.) *
A primeira banda de Richard foi o Television, formada por ele e seus amigos de estudo. Quando largaram o colégio e foram para Nova York, o Television se apresentava no CBGB, onde inspirou vários jovens artistas ao visual e modo de vida punk.
Richard Hell saiu do Television após uma disputa motivada pelo desejo de escrever as letras com Verlaine e pela liderança no grupo. Richard circulou então por New York desfilando com uma camiseta com estampa escrita: "Kill Me, Please", a qual inspirou o título do livro Please Kill Me (no Brasil "Mate-me, Por favor"), lançado anos mais tarde por Legs McNeil e Gillian MacCain sobre a fase de nascimento do movimento Punk contendo entrevistas com pessoas da cena punk conhecida como punk 77.
Em 1975 Richard Hell (baixista e compositor) formou o Johnny Thunders & The Heartbreakers, tendo Johnny Thunders na guitarra e vocal e Jerry Nolan na bateria. Mas saiu da banda talvez pelo mesmo motivo que saiu do Television: excesso de criatividade.
Após sair do The Heartbreakers e ser substituído por Billy Rath, formou a banda The Voidoids sendo: Richard Hell (baixo e vocal), Robert Quine (guitarra), Marc Bell (bateria), Ivan Julian (guitarra). Curiosamente, Marc Bell mais tarde assumiria as baquetas do Ramones como o pseudônimo Marky Ramone.
Richard usava heroína e estava sempre metido com drogas. Mas no aspecto criatividade, chegava a ser nostálgico em suas letras, tendo como característica o humor negro juvenil ao escrever. Um exemplo disso é o título daquela que é considerada a sua melhor canção: "Blank Generation" (referência a uma geração vazia) e que se tornou o título do primeiro álbum com os Voidoids.
Atualmente Richard voltou a escrever e publicou uma auto-briografia disfarçada chamada Go Now in 1996 e lançou uma coleção de pequenos poemas e pinturas chamada Hot and Cold in 2001.

## Discografia

### Richard Hell & the Voidoids
- Blank Generation (Setembro de 1977)
- Destiny Street (Maio de 1982)

### Solo
- R.I.P. (Dezembro de 1984)
- Funhunt (Abril de 1990)

### Dim Stars
- Dim Stars (Junho de 1992)